# Semel heres, semper heres
La locuzione latina semel heres semper heres (erede una volta, erede per sempre) esprime un principio fondamentale del diritto successorio in virtù del quale una volta che si sia divenuti erede non è più possibile perdere questa qualità per rinuncia. 
La rinuncia può esser fatta dal chiamato all'eredità solo fino al momento dell'accettazione.